# Andrew Cunanan
Andrew Phillip Cunanan (National City, 31 agosto 1969 – Miami Beach, 23 luglio 1997) è stato un serial killer statunitense, responsabile dell'omicidio dello stilista Gianni Versace.
Il 12 giugno del 1997 era diventato il fuggitivo n. 449 a essere inserito dall'FBI nella FBI Ten Most Wanted Fugitives, la lista dei ricercati più pericolosi degli Stati Uniti d'America. 

## Biografia

### Primi anni
Andrew è il più giovane dei quattro figli di Mary Ann Schillaci (di origini italiane) e Modesto "Pete" Dungao Cunanan (originario delle Filippine). Il padre era arruolato nella US Navy ed era impegnato in Vietnam quando nacque il figlio. In seguito al congedo lavorò come agente di cambio. Cresce nel "quartiere bene" di Rancho Bernardo, a nord della città di San Diego. Nel 1981 viene iscritto dal padre alla blasonata “Bishop's School” a La Jolla, California. Ha un ottimo profitto negli studi, prediligendo gli argomenti classici, il teatro drammatico, la storia e il francese e in un test del Q.I. ottiene il punteggio di 147.
Teme di essere discriminato per la sua origine filippina e per questo si costruisce un'immagine pubblica basata sulle menzogne, affermando di appartenere ad una famiglia di ricchissimi proprietari terrieri che possiedono smisurate piantagioni nelle Filippine, poi di discendere da una nobile casata portoghese decaduta. Nonostante molte storie da lui raccontate siano altamente inverosimili, grazie al suo fascino e alla sua parlantina viene creduto dalla maggior parte dei coetanei. In questi anni prende coscienza della propria omosessualità, e talvolta la esibisce provocatoriamente. Manifesta, però, comportamenti aggressivi nei confronti di altri studenti. In questo periodo inizia anche a frequentare uomini maturi benestanti in cambio di regali.
Si diploma nel 1987 e nello stesso anno si iscrive alla facoltà di Storia degli Stati Uniti d'America all'Università della California - San Diego, dimostrando grandi qualità intellettive, ma non portando mai a termine gli studi.

### Vita adulta
Nel 1988, Modesto Cunanan viene accusato di appropriazione indebita e fugge nelle Filippine per evitare l'arresto, abbandonando moglie e figli dopo aver venduto la casa in cui vivevano. Ingenuamente convinto che il padre conducesse in patria una vita agiata grazie al denaro accumulato illegalmente negli Stati Uniti, Andrew decide di raggiungerlo. Dopo averlo faticosamente rintracciato grazie a un parente scopre che il padre è un latitante che vive di espedienti. Inizialmente Andrew si stabilisce con lui convinto, forse anche dalle menzogne del genitore, che egli sia in realtà ricchissimo e che attenda solo che le acque si calmino per rientrare in possesso di tutto il denaro. Ben presto Andrew si rende conto della reale condizione prossima all'indigenza del padre e, del tutto spaesato dallo stile di vita misero e totalmente differente dalle sue abitudini, torna ben presto a San Francisco, in California.
Nello stesso anno, la madre apprende che Cunanan è gay. Durante una discussione che ne seguì, lui la sbatté contro un muro, provocandole la dislocazione di una spalla. Successivi esami sul suo comportamento indicano che possa aver sofferto di psicopatia e un disturbo di personalità caratterizzato da una mancanza anormale di empatia.
A San Francisco inizia a frequentare i locali gay e diventa molto conosciuto nella comunità omosessuale. Inizialmente si guadagna da vivere spacciando droghe e farmaci, poi grazie alla sua notevole bellezza e intelligenza diventa un gigolò particolarmente ricercato da uomini maturi, attratti dalla sua eleganza e dalla sua cultura. I suoi clienti sono principalmente stimati professionisti o esponenti della comunità degli affari, segretamente omosessuali e in genere persino sposati. Questo gli permette di vivere a livelli sostenutissimi, paga quasi sempre il conto per tutti, guida macchine di lusso e continua a spacciarsi per figlio di famiglia benestante usando diversi pseudonimi tra cui Andrew DeSilva, Comandante della US Navy Andy Cummings, Drew Cunningham e Curt Matthew Demaris. Cunanan affermava di aver incontrato per la prima volta Gianni Versace nel 1990, quando lo stilista era a San Francisco per curare i costumi del Capriccio della San Francisco Opera, ma la famiglia Versace ha negato che i due si siano effettivamente incontrati.
Tra i vari uomini che frequenta conosce il facoltoso Norman Blachford e inizia con lui una relazione facendosi mantenere in cambio di prestazioni sessuali. Ottiene da Blachford un lussuoso appartamento, un'auto costosa e un mensile di 4.000 dollari. Dopo alcuni anni vissuti nel lusso e nella spensieratezza le cose precipitano improvvisamente nel 1996. Gli accordi con Blachford lasciavano a Cunanan molte libertà ed egli ha sempre frequentato altri uomini nel periodo della loro relazione, ma nel 1995 Andrew conosce l'architetto di Minneapolis David Madson e inizia con lui un'appassionata relazione per corrispondenza. La cosa indispettisce Blachford che dopo breve tempo decide di scaricarlo revocandogli immediatamente l'uso dell'appartamento e annullando le sue carte di credito. Cunanan non dà troppo peso alla cosa, convinto di poter trovare un nuovo mecenate nel giro di breve tempo, ma avendo iniziato a bere molto alcol e a fare uso di metanfetamine non ci riesce. Riprende a spacciare farmaci e stupefacenti ma non volendo rinunciare al lusso continua a vivere ben al di sopra delle sue nuove possibilità, nel giro di qualche mese è pieno di debiti, la sua reputazione è rovinata per la fama di bugiardo e deve lasciare la città.

### Gli omicidi
La vita criminale di Cunanan si concentra tutta nel 1997, nei suoi ultimi tre mesi di vita. Per ragioni non chiarite, si trasforma in un feroce assassino, uccidendo alcuni dei suoi amanti più intimi; probabilmente, per il verificarsi di un tale epilogo ha avuto un ruolo centrale il fatto che egli fosse caduto nella dipendenza da cocaina ed eroina e si fosse dedicato anche allo spaccio.
Il 25 aprile 1997 raggiunge Minneapolis, città dove vivono David Madson e il suo vecchio amico Jeffrey Trail. Cerca di raggiungere Trail che però non gli offre l'aiuto che si aspettava, avendo nel frattempo trovato un nuovo compagno. Gli permette tuttavia di stare a casa sua per una notte visto che lui sarà fuori città col fidanzato. Cunanan ruba la pistola di Trail e va da Madson. Due giorni dopo, il 27 aprile, invita Trail nell'appartamento di Madson e lo massacra a colpi di martello sul cranio. Cunanan e Madson rimangono per due giorni nell'appartamento col cadavere prima di lasciare la città, non è chiaro se Madson fosse tenuto segregato controvoglia o se abbia partecipato in qualche modo all'omicidio, tuttavia gli investigatori hanno sempre dato maggior peso alla prima ipotesi considerando che poi anche lo stesso Madson verrà ucciso da Cunanan. Il corpo di Trail viene ritrovato dalla proprietaria di casa nei giorni seguenti e Andrew viene identificato da dei testimoni e diventa ufficialmente un ricercato ma per oltre due mesi, grazie alle sue doti di trasformista, fa compiere giri a vuoto alla polizia degli Stati Uniti, che tenta invano di arrestarlo.
Il 3 maggio, Cunanan uccide anche David Madson vicino al Rush Lake a Rush City, nei pressi di Minneapolis. Probabilmente perché Madson aveva cercato di ribellarsi, fuggire o sottrargli la pistola. Dopo essersi spostato da Minneapolis a Chicago, il giorno dopo tortura fino a uccidere il settantaduenne Lee Miglin, costruttore edile e uno dei tanti uomini frequentati durante gli anni in cui faceva il gigolò. Dal garage di Miglin ruba una Lexus verde che utilizzerà per proseguire la sua fuga dirigendosi in New Jersey.
Il 9 maggio uccide William Reese, guardiano del Finn's Point National Cemetery di Pennsville. Il modus operandi e la tipologia di vittima sono totalmente differenti dagli altri crimini, pertanto si ritiene che questo omicidio abbia come unica motivazione il furto dell'automobile, un pick-up rosso con cui Cunanan arriverà in Florida. Il delitto non gli viene attribuito fino a quando, alcuni giorni dopo, dei vicini di casa di Reese si lamentano della presenza della Lexus verde ferma parcheggiata da giorni a due isolati di distanza. Segnalano la cosa alla polizia che scopre essere l'auto rubata a Miglin, permettendo di mettere in relazione questo delitto con gli altri.
Il 12 maggio prende alloggio al Normandy Plaza Hotel di Miami Beach usando uno dei suoi tanti nomi, il 12 giugno viene inserito nella lista FBI Ten Most Wanted Fugitives e il 7 luglio vende un gioiello rubato a un banco dei pegni, stavolta usando ingenuamente il suo vero nome, cosa che non sfugge alla polizia che controlla periodicamente i banchi dei pegni. Grazie a questo errore l'FBI sa che Cunanan è a Miami e inizia a cercarlo in maniera sempre più serrata.
Il 15 luglio, con due colpi di pistola, uccide lo stilista Gianni Versace, freddato in pieno giorno davanti alla porta della sua residenza Casa Casuarina. L'omicidio avviene in presenza di alcuni testimoni; uno di questi tenta di rincorrere Cunanan, che però riesce a scappare in un parcheggio.

### L'epilogo
All'arrivo della polizia sulla scena del crimine Cunanan viene immediatamente identificato dai testimoni presenti, essendo già ricercato da quando la polizia sapeva della sua presenza in città per via del controllo al banco dei pegni. Cunanan raggiunge il pick-up di Reese, qui si cambia i vestiti e decide di rubare un'altra auto. Tenta di lasciare la città tramite diverse strade ma incontra solo posti di blocco, si rende conto di essere ormai braccato.
Riesce a introdursi in una casa galleggiante in quel momento disabitata, proprietà di un piccolo truffatore tedesco di nome Torsten Reineck. Per qualche giorno vive nella casa senza mai uscire, nutrendosi di quello che trova nel frigo e nella dispensa dell'abitazione, poi la sua presenza viene notata e segnalata da un custode che, uditi rumori provenire dal natante, avvertì la polizia, che mobilita la guardia nazionale, i vigili del fuoco e l'FBI. L'imbarcazione venne circondata e per farlo uscire vennero lanciati a bordo dei fumogeni, senza risultato. La polizia decise quindi di fare irruzione, trovando a bordo il corpo del criminale, suicidatosi sparandosi in testa.
Al tempo degli omicidi, c'era molta speculazione nei media sulle motivazioni di Cunanan, forse legate a una diagnosi di infezione da HIV, probabilmente passatagli da uno dei suoi amanti; l'autopsia rivelò che Cunanan non era sieropositivo. Le sue motivazioni rimangono un mistero e per l'omicidio di Versace includono l'invidia per il ruolo dello stilista come "icona gay".

## Filmografia
- (FR)  Démoniaques, (2007) stagione 2 episodio 1, (Discovery Channel)
- (EN)  Fashion Victim: The Killing of Gianni Versace, (2001) documentario di James Kent
- (EN)  City Confidential, (1998) documentario (A&E Television Networks)
- (EN)  Andrew Cunanan Biography, (A&E Television Networks)
- American Crime Story - L'assassinio di Gianni Versace, (2018) serie TV (FOX Crime)